# 葫芦口水库
葫芦口水库是中国四川省内江市威远县山王镇境内的一座水库，位于沱江小支流威远河上，建于1971年。水库正常库容为5730万立方米，集雨面积为228平方千米，海拔为401米。